# Кади-Салья
Кади́-Са́лья (рос. Кады-Салья, удм. Кучос) — присілок у складі Кіясовського району Удмуртії, Росія.
Населення — 167 осіб (2010; 212 у 2002).
Національний склад:
- удмурти — 85 %